# Орех чёрный

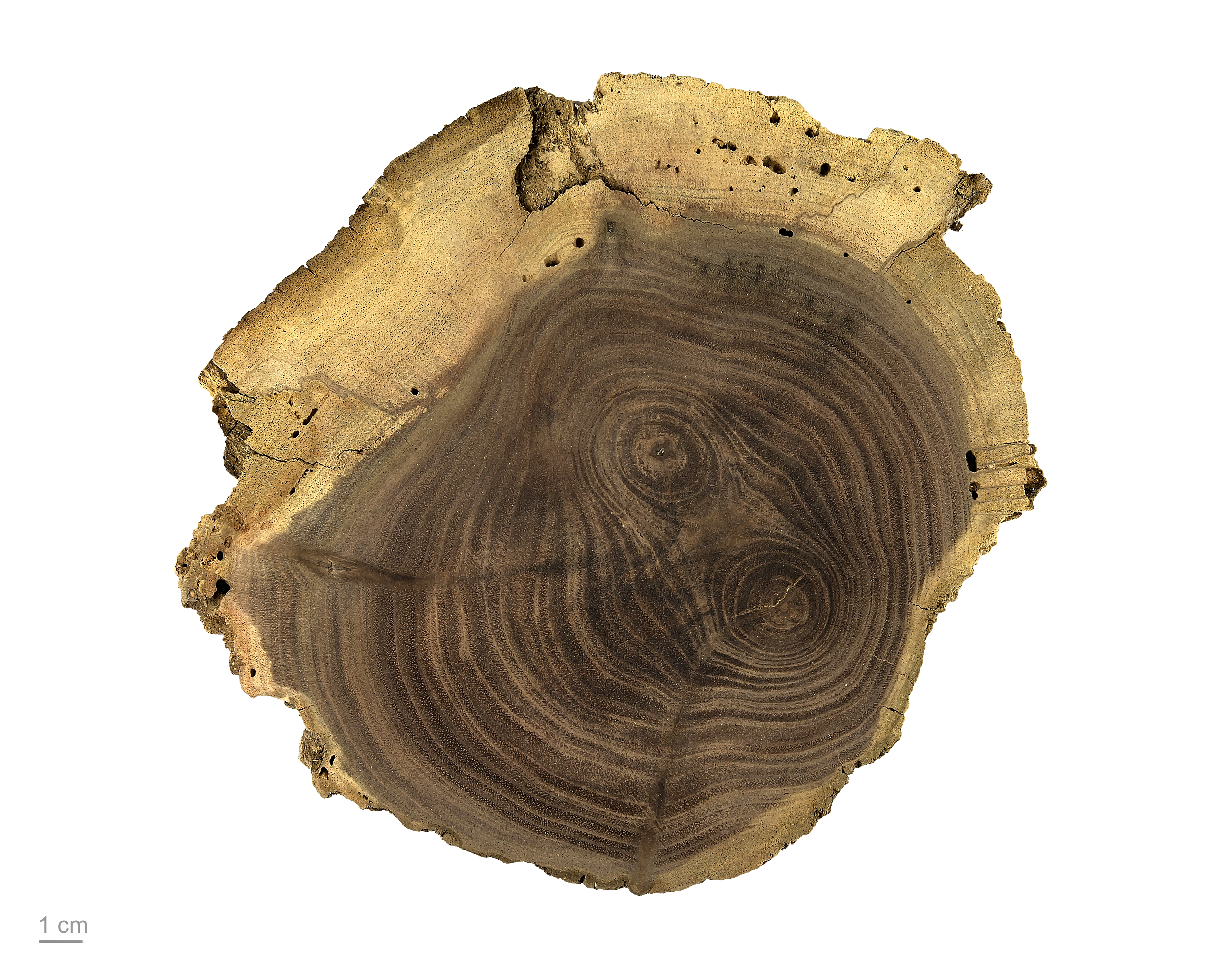
Juglans nigra - Тулузский музеум

Оре́х чёрный (лат. Juglans nigra) — типовой вид деревьев из рода Орех семейства Ореховые (Juglandaceae). 
Естественный ареал вида — Северная Америка (США и Канада). В 1629 году орех чёрный был ввезен в Европу.

## Ботаническое описание
Дерево высотой до 40 метров с тёмной, почти чёрной корой, покрытой глубокими трещинами.
Корневая система мощная, с развитым стержневым корнем.
Листья длиной 25—50 см, очерёдные, непарноперистые, с 11—23 продолговато-яйцевидными светло-зелёными листочками. Листочки длиной 6—10 см, шириной до 3 см, постепенно сужающиеся к верхушке, основание закруглённое, слегка неравнобокое, край неправильно-мелкозубчатый.
Цветёт одновременно с распусканием листьев. Тычиночные цветки собраны в многоцветковые серёжки длиной 6—15 см, пестичные — в кистях из 3—5 цветков.
Плод зелёный, шаровидный или грушевидный, диаметром 3,5—5 см, покрыт железистыми волосками. Эндокарпий (орех) круглый или яйцевидный, заострённый на вершине, с толстой скорлупой, напоминает грецкий орех.
Растет на глубоких плодородных свежих почвах. Светолюбив. Плодоносит с 8 — 10 лет.

## Значение и применение
Ядра чёрного ореха съедобны, содержат 55—66% жира.
Используется при противопаразитарном лечении.
Древесина твёрдая, тёмно-коричневая, с красивой текстурой, хорошо полируется. Из неё изготавливают мебель, различные токарные и резные изделия, фанеру для отделки мебели и помещений.